# Trypeta zayuensis
Trypeta zayuensis är en tvåvingeart som beskrevs av Wang 1996. Trypeta zayuensis ingår i släktet Trypeta och familjen borrflugor. Inga underarter finns listade i Catalogue of Life.